# Předbořice (Černíny)
Předbořice (německy Pschedborschitz) je vesnice, část obce Černíny v okrese Kutná Hora. Nachází se asi dva kilometry severně od Černín. Nedaleko pramení Předbořický potok. Prochází tudy železniční trať Kutná Hora – Zruč nad Sázavou.
Předbořice je také název katastrálního území o rozloze 2,52 km².

## Historie
První písemná zmínka o vesnici pochází z roku 1327.

## Fotogalerie

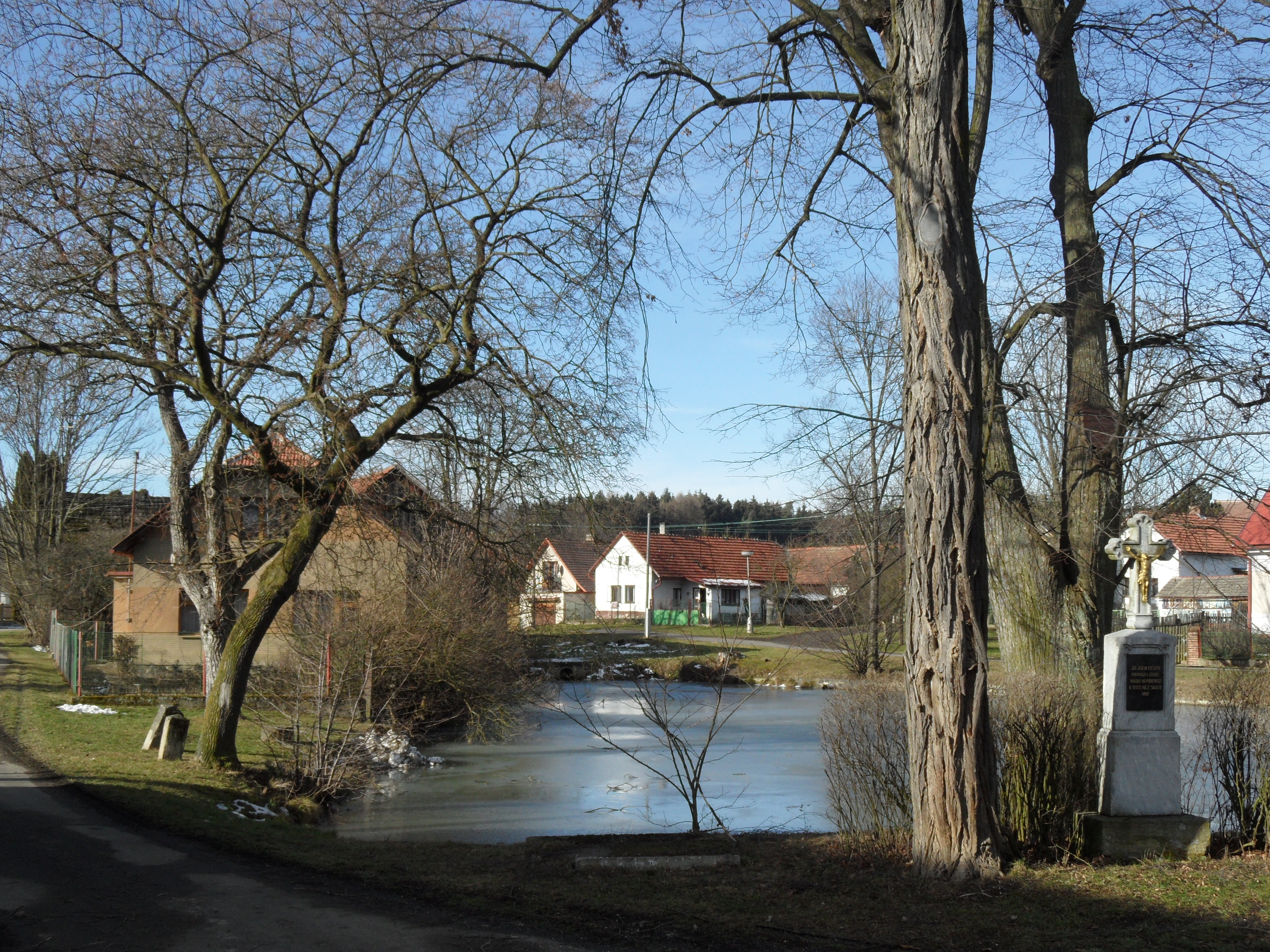
Náves: detail (JV směrem)
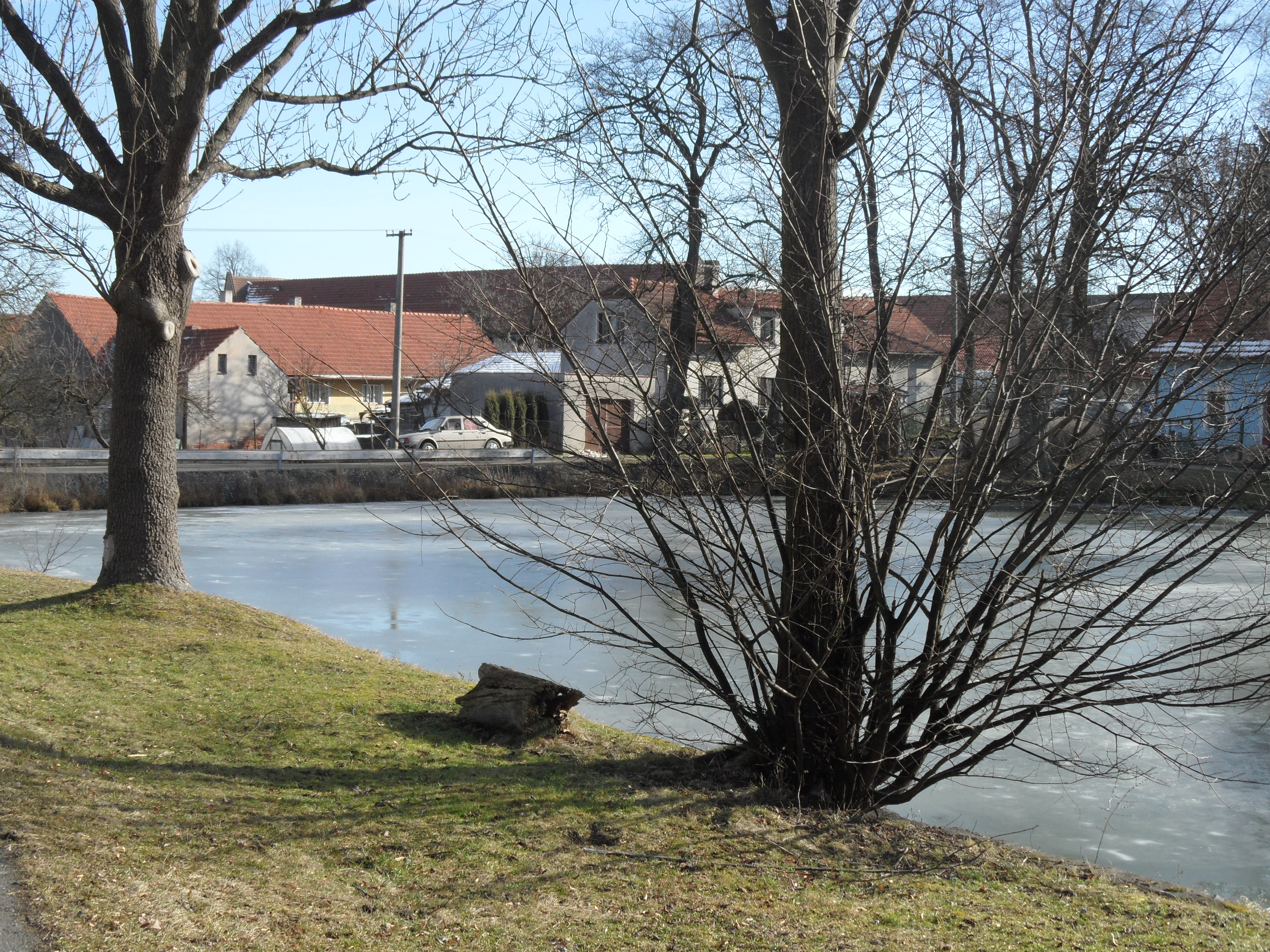
Náves: detail (SZ směrem)
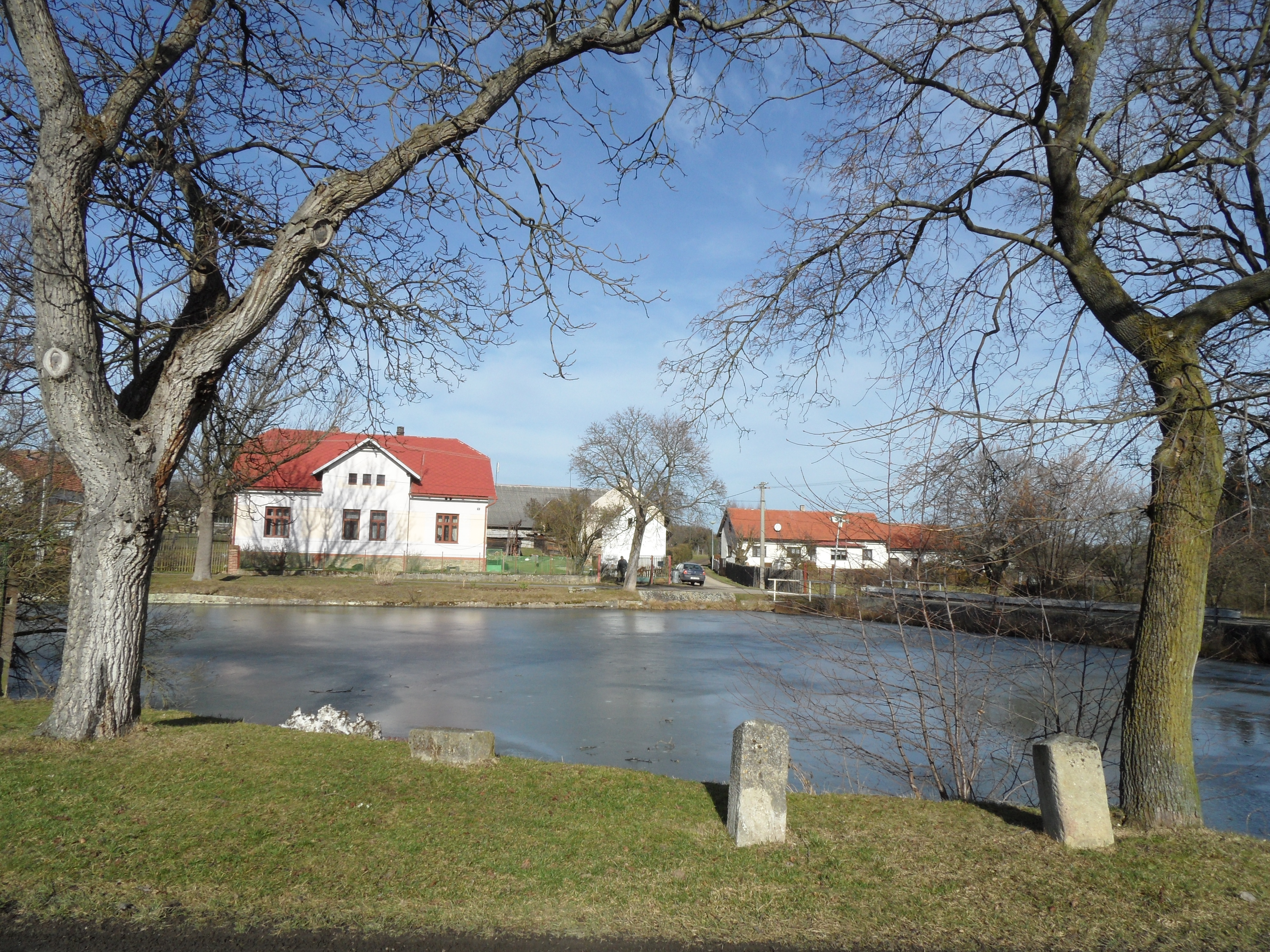
Náves: detail (JZ směrem)
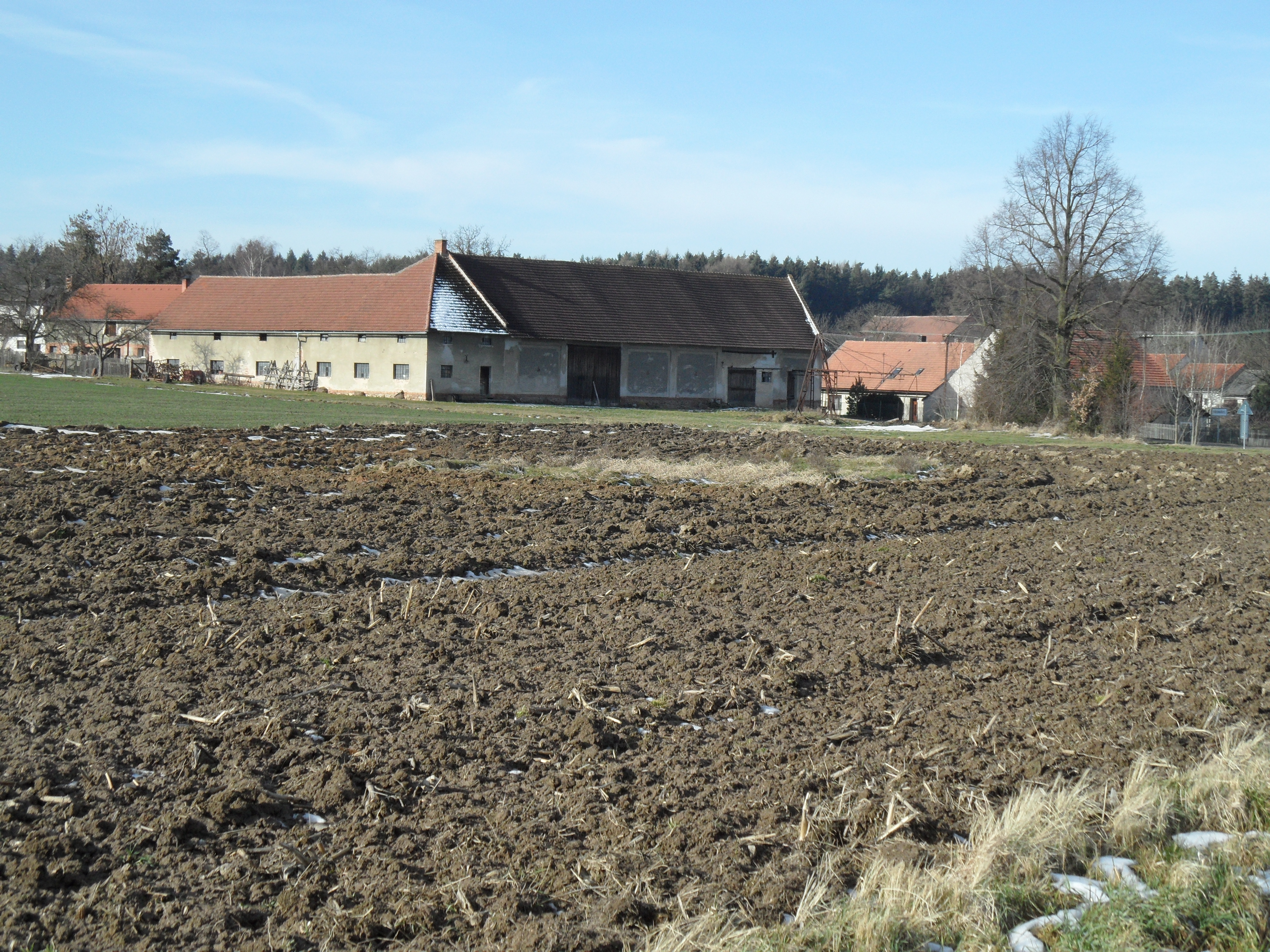
Pohled ze silniice Zavadilka–Předbořice
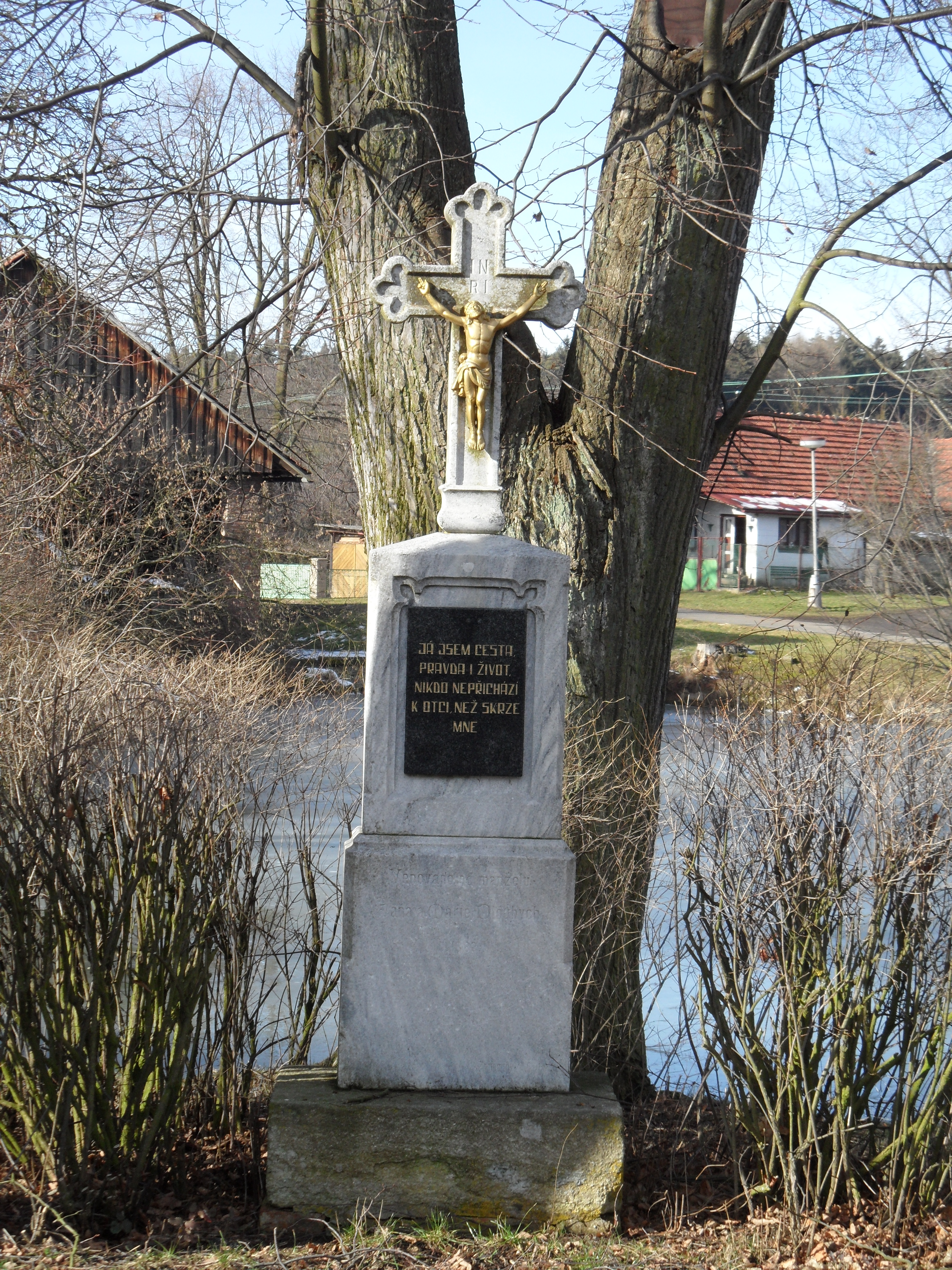
Křížek na návsi
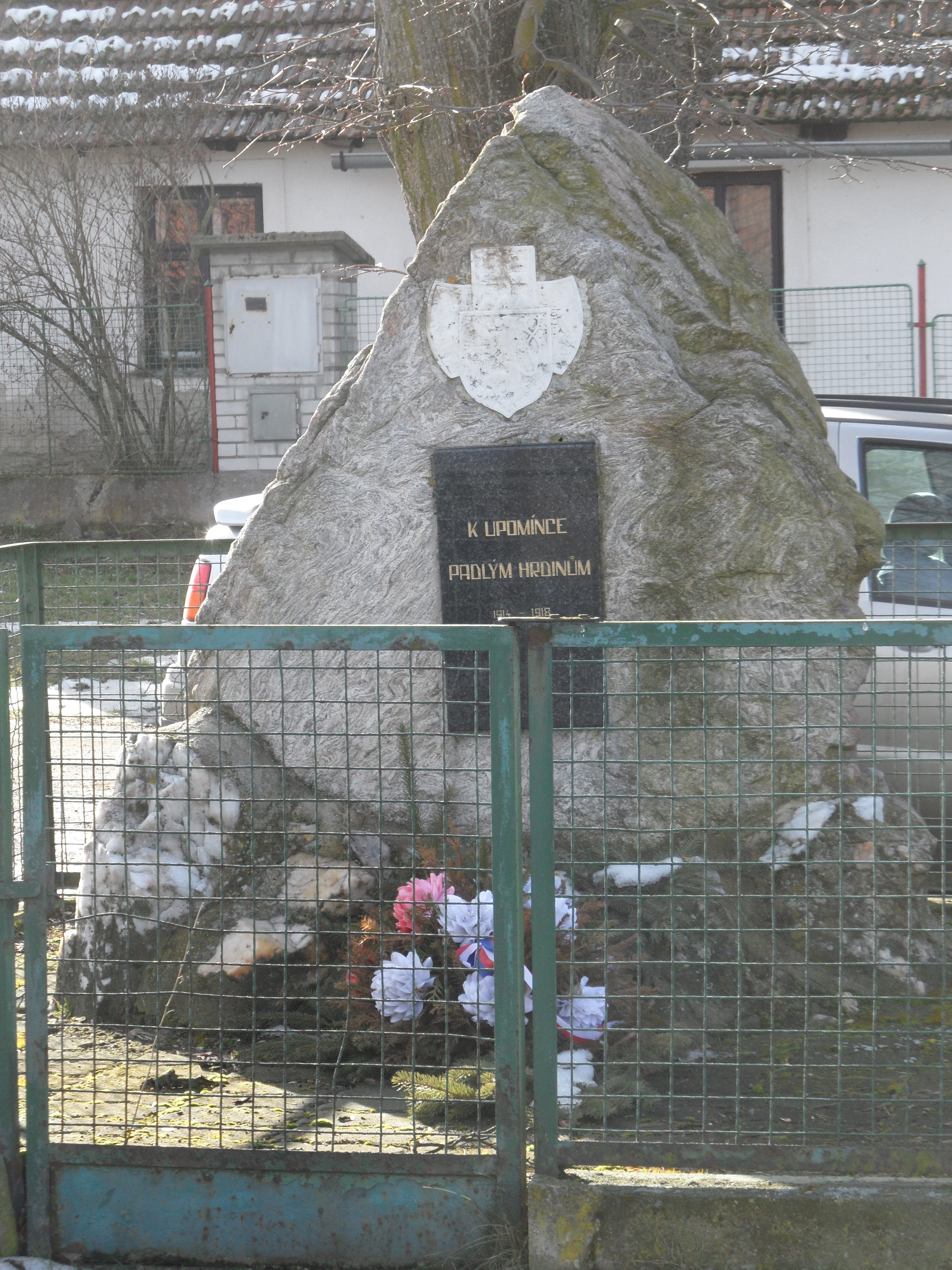
Památník obětem první světové války
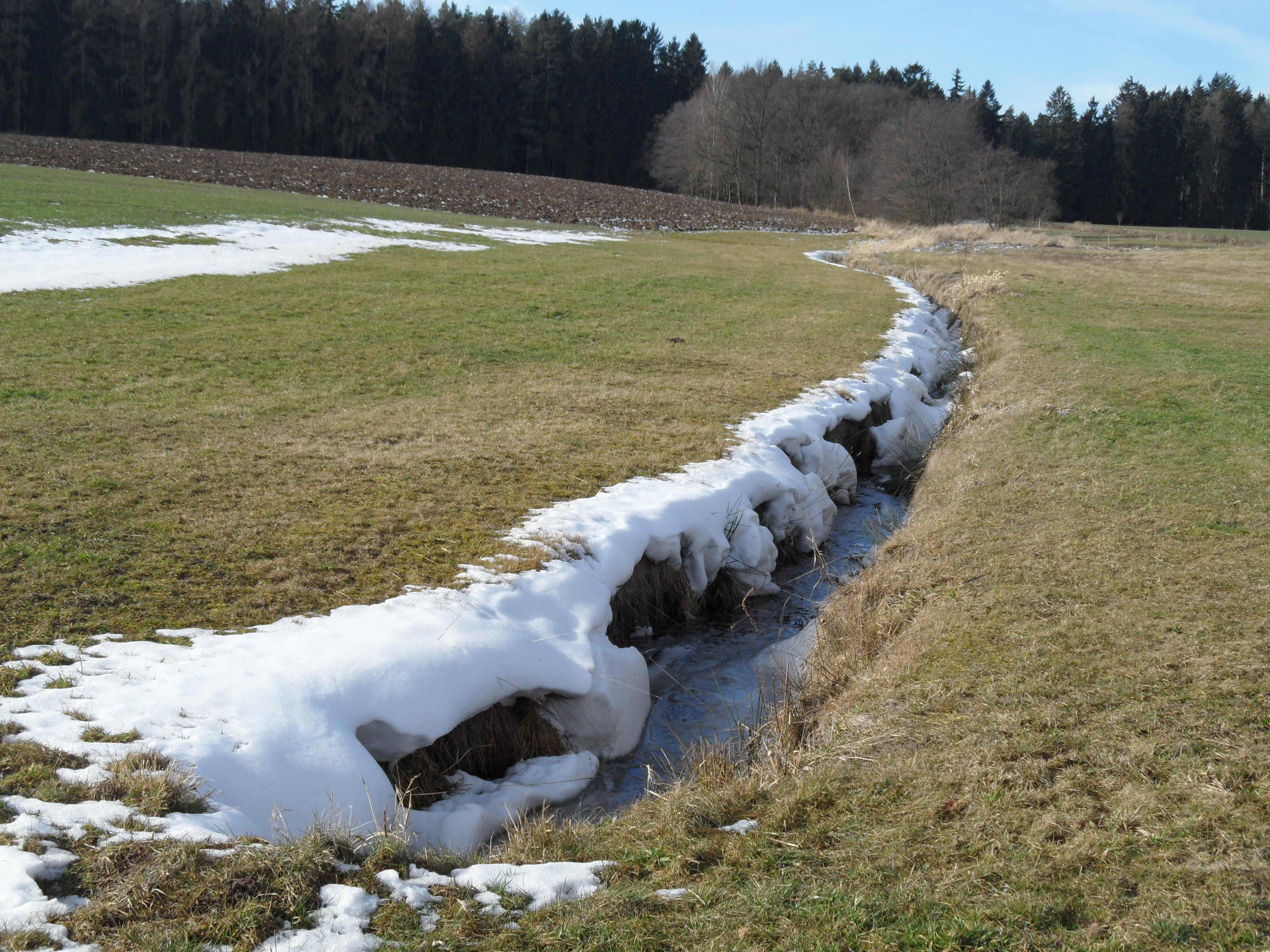
Předbořický potok jihozápadně od obce